# Asplundia tetragonopus
Asplundia tetragonopus là một loài thực vật có hoa trong họ Cyclanthaceae. Loài này được (Mart. ex Drude) Harling miêu tả khoa học đầu tiên năm 1954.